# Прибоју (Ђурђу)
Прибоју (рум. Priboiu) насеље је у Румунији у округу Ђурђу у општини Креведија Маре. Oпштина се налази на надморској висини од 119 m.

## Становништво
Према подацима из 2002. године у насељу је живело 162 становника, од којих су сви румунске националности.